# Asyncoryne ryniensis
Asyncoryne ryniensis is een hydroïdpoliep uit de familie Asyncorynidae. De poliep komt uit het geslacht Asyncoryne. Asyncoryne ryniensis werd in 1908 voor het eerst wetenschappelijk beschreven door Warren. 